# 山田紀美子
山田 紀美子（やまだ きみこ、1970年4月6日 - ）は、埼玉県出身の、日本の柔道選手である。階級は61kg級。身長166cm。

## 人物
児玉高校2年の時に全国高校選手権61kg級の2回戦で敗れた。日体大へ進学すると、1年の時に正力杯で3位となった。強化選手選考会では決勝で常磐高校3年の北爪弘子に敗れて2位だった。2年の時には体重別決勝で世界選手権3位である筑波大学4年の小林貴子に敗れて2位だったが、正力杯決勝では大学の同級生である小竹尚子を破って優勝した。グッドウィルゲームズで3位になると、福岡国際では決勝まで進むも、中国の金香蘭に効果で敗れて2位だった。3年の体重別では3位、正力杯では決勝で埼玉大学2年の北爪に敗れて2位だった。4年の時には正力杯決勝で北爪を破って優勝した。強化選手選考会では3位になった。
1993年には香川県スポーツ振興財団の所属となると、体重別では3位だったが、国体成年女子の部では鈴木香や常松ゆかとともに香川県代表で出場して優勝を果たした。
引退後は成城学園柔道部監督である原田新一と結婚して原田姓となった。なお、次男の原田健士は講道館杯で2連覇を達成した。

## 主な戦績
- 1989年　- 正力杯　3位
- 1989年　- 強化選手選考会　2位
- 1990年 -　体重別　2位
- 1990年 -　グッドウィルゲームズ　3位
- 1990年　- 正力杯　優勝
- 1990年　- 福岡国際　2位
- 1991年　- 正力杯　2位
- 1991年 -　体重別　3位
- 1991年　- 福岡国際　5位
- 1992年　- 正力杯　優勝
- 1992年　- 強化選手選考会　3位
- 1993年 -　体重別　3位
- 1993年 -　国体成年女子の部　優勝

(出典、JudoInside.com)